# Proteus (Software)
Proteus ist ein Softwarepaket für den computerunterstützten Entwurf, die Simulation und das Design elektronischer Schaltungen. Es besteht aus zwei Hauptteilen, dem ISIS, die Schaltungsentwurfsumgebung, welche auch den Simulator VSM beinhaltet, und dem ARES, dem Leiterplatten-Designer. Entwickler und Hersteller des Softwarepaketes ist die Firma Labcenter Electronics.

## Proteus PCB Design
Mit Proteus PCB Design können elektronische Schaltungen und Leiterplatten (engl. printed circuit boards) computerunterstützt entworfen werden.

## ISIS (Intelligent Schematic Input System)
Das ISIS, Intelligent Schematic Input System (Intelligentes Schaltungs-Eingabe-System) ist die Umgebung für den Entwurf und die Simulation elektronischer Schaltungen.
Die Bauteilbibliothek umfasst nach eigenen Angaben über 10.000 Schaltungskomponenten mit 6000 ProSPICE-Simulationsmodellen. Eigene Bauteile können erstellt und der Bibliothek hinzugefügt werden.
ISIS enthält eine Basis-VSM-Engine mit Unterstützung folgender Funktionalitäten:
- DC/AC-Volt- & Amperemeter, Oszilloskope, Logikanalysatoren
- Analoge Signalgeneratoren, Digital Pattern Generator
- Timerfunktionen, Protokollanalysatoren (u. a. RS232, I2C, SPI)

## VSM (Virtual System Modeling)
Das VSM, Virtual System Modeling (Virtuelle System-Modellierung), ermöglicht eine grafische SPICE Schaltungssimulation und -animation direkt in der ISIS-Umgebung.  Der SPICE-Simulator basiert auf dem Berkeley-SPICE3F5-Modell.
Es können mikroprozessororientierte Systeme simuliert werden. Mit der VSM-Engine kann während der Simulation direkt mit der Schaltung interagiert werden. Änderungen von Tastern, Schaltern oder Potentiometern werden in Echtzeit abgefragt sowie LED-Indikatoren, LC-Displays und "Hot/Cold"-Wires angezeigt.

### Proteus VSM für Mikrocontroller
- PIC12 / PIC16 / PIC18
- PIC24 / PIC33
- HC11
- 8051/8052
- BASIC Stamp
- ATMEL AVR
- 8086
- MSP430

Die Mikrocontroller werden (bis auf wenige Ausnahmen, die in der Anleitung explizit angeführt werden) in der Peripherie und im Code voll unterstützt (Interrupt, ADC, I2C, USB, Komparatoren u. a.). Es enthält eine Debugumgebung für den Programmcode des Mikrocontrollers. Für die Simulation sind die .HEX- und die .COF-Datei der kompilierten Software notwendig. Der Takt wird in Echtzeit simuliert.

### Proteus VSM Advanced Simulation
- Erzeugung von Frequenzgängen
- Analoge und digitale Transientenanalysen
- Analyse des analogen Verhaltens digitaler Quellen
- Analyse des Rauschverhaltens
- Erzeugung von benutzerdefinierten Signalverläufen mittels der EasyHDL Scripting Language
- Anzeige in Betrag und Phase in dB oder Linear
- Audio-Analyse von Signalverläufen, exportierbar in WAV
- Messablesung unterstützt durch grafischen Cursor

### Proteus VSM USB Simulation
- Debuggen von USB-Applikationen mit Unterstützung der USB-Geräteklassen
- Mass Storage Device Class (MSD)
- Human Interface Device Class (HID)
- Communications Device Class (CDC)
- USB Transaction Analyzer
- Darstellung der USB-Packages

## ARES (Advanced Routing and Editing Software)
Die ARES, Advanced Routing and Editing Software (Höheres Routing- und Editier-System), ist eine Software zum Leiterplatten-Design. Sie ist per Drag & Drop zu bedienen, hardwarebeschleunigt und erlaubt "shape based" Autorouting und Autoplacement.
In manchen Versionen ist ein Export der 3D-Schaltung in .DXF-Dateien möglich.